# Прелестний (хутір)
Прелестний (рос. Прелестный) — хутір в Фатезькому районі Курської області Російської Федерації.
Населення становить 8 осіб. Входить до складу муніципального утворення Солдатська сільрада.

## Історія
Населений пункт розташований на території українського етнічного та культурного краю Східна Слобожанщина.
Від 2004 року входить до складу муніципального утворення Солдатська сільрада.

## Населення
| 1979 | 1989 | 2002 | 2010 |
| ---- | ---- | ---- | ---- |
| 55   | ↘23  | ↘11  | ↘8   |